# SK Blāzma

Aktuelles Logo SK Blāzma

Historisches Logo Blāzma Rēzekne

SK Blāzma war ein lettischer Fußballverein aus der Stadt Rēzekne. Die Vereinsfarben sind Rot-Weiß.
Der Verein wurde 1997 gegründet. 2005 schaffte er den Aufstieg in die Virsliga, der höchsten lettischen Spielklasse. In der Saison 2006 blieb der Verein jedoch ohne Sieg und erreichte nur zwei Punkte. Damit stieg Dižvanagi Rēzekne als Ligaletzter ab. 2007 wurde der Verein von BSK Dižvanagi Rēzekne in SK Blāzma umbenannt und konnte am Saisonende den Wiederaufstieg feiern. Die Zweitmannschaft behielt den Namen Dižvanagi. Vor der Saison 2011 wurde dem Verein die Lizenz verweigert.

## Bekannte ehemalige Spieler
- Marius Bezykornovas
- Edgars Gauračs
- Irakli Kortua
- Vadims Logins